# Microdon rufipes
Microdon rufipes är en tvåvingeart som först beskrevs av Macquart 1842.  Microdon rufipes ingår i släktet myrblomflugor, och familjen blomflugor. Inga underarter finns listade i Catalogue of Life.